# エスベイのカリベール
カリベール・ド・エスベイ（555年頃 - 636年）はフランク人貴族で、ロベール家の男系祖先とされている。おそらくはコムス（メロヴィング朝における高位貴族）であった。両親は不明であるが、パリ王カリベルト1世の庶子であるとする説もある
彼の孫たち（聖ランベルトゥスなど）に関連する記述以外では、宮廷内において「高位かつ重要な地位に就く」人物であったと記されている以外に情報は残っていない。